# Jason Acuña
Jason Bryant Acuña, även kallad Wee-Man (Lilleman), född 16 maj 1973 i Pisa, Italien, är en amerikansk skateboardåkare och skådespelare nog mest känd för sin medverkan i MTV-serien Jackass, där hans mest framträdande egenskap är hans ringa längd, 122 cm.
Acuña har en roll i filmen Grind, vilket också Bam Margera, Preston Lacy och Ehren McGhehey från Jackass har. Slutligen har Acuña också deltagit i reality-tv-serien Armed and Famous, där han fick prova på att vara polis under en period.